# セント・ジャイルズ大聖堂

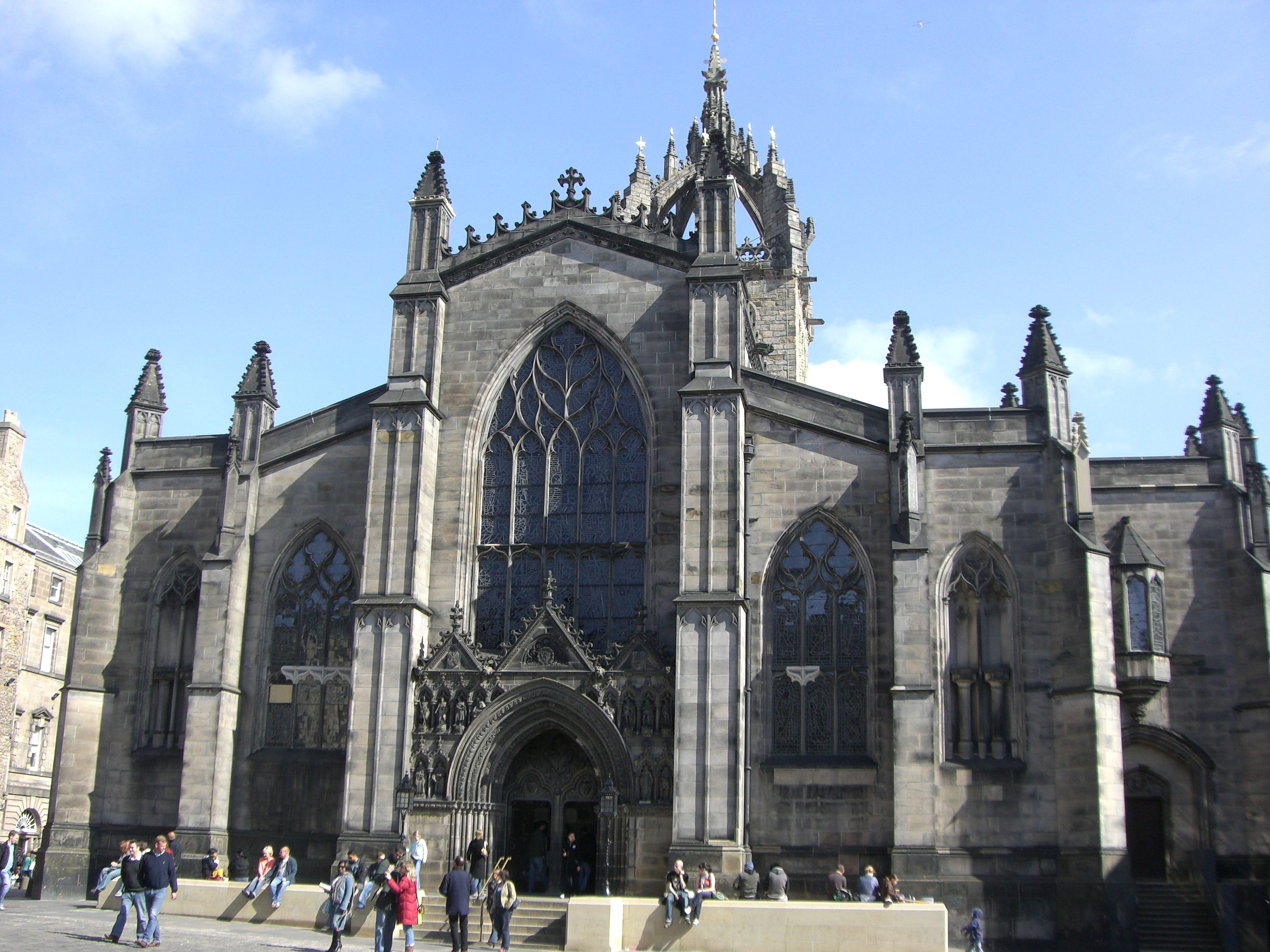
セント・ジャイルズ大聖堂

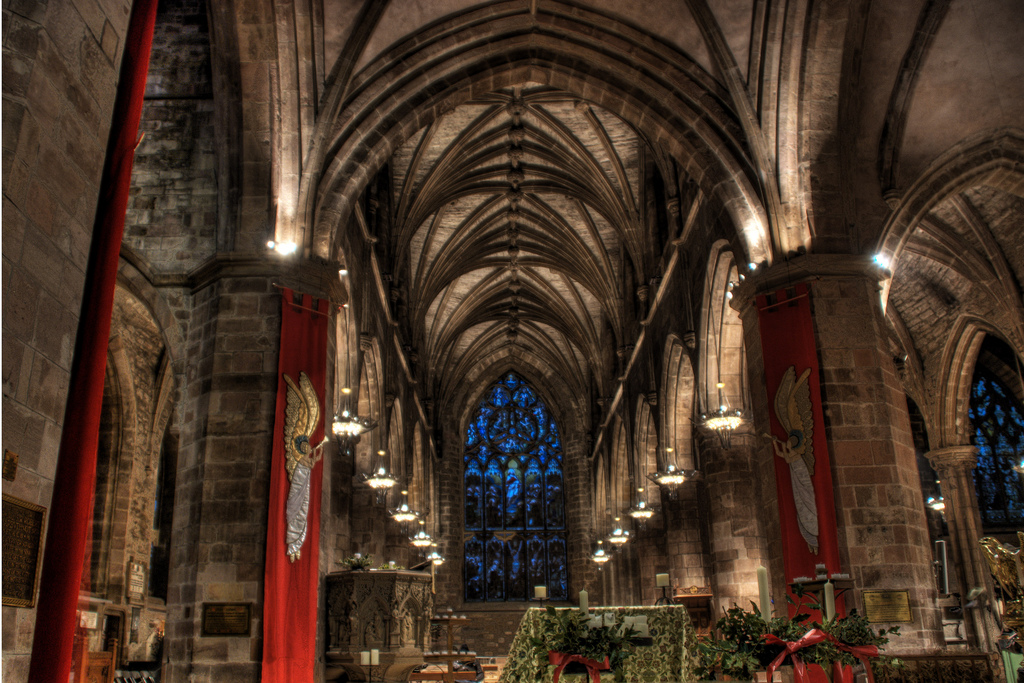
内部のヴォールト天井

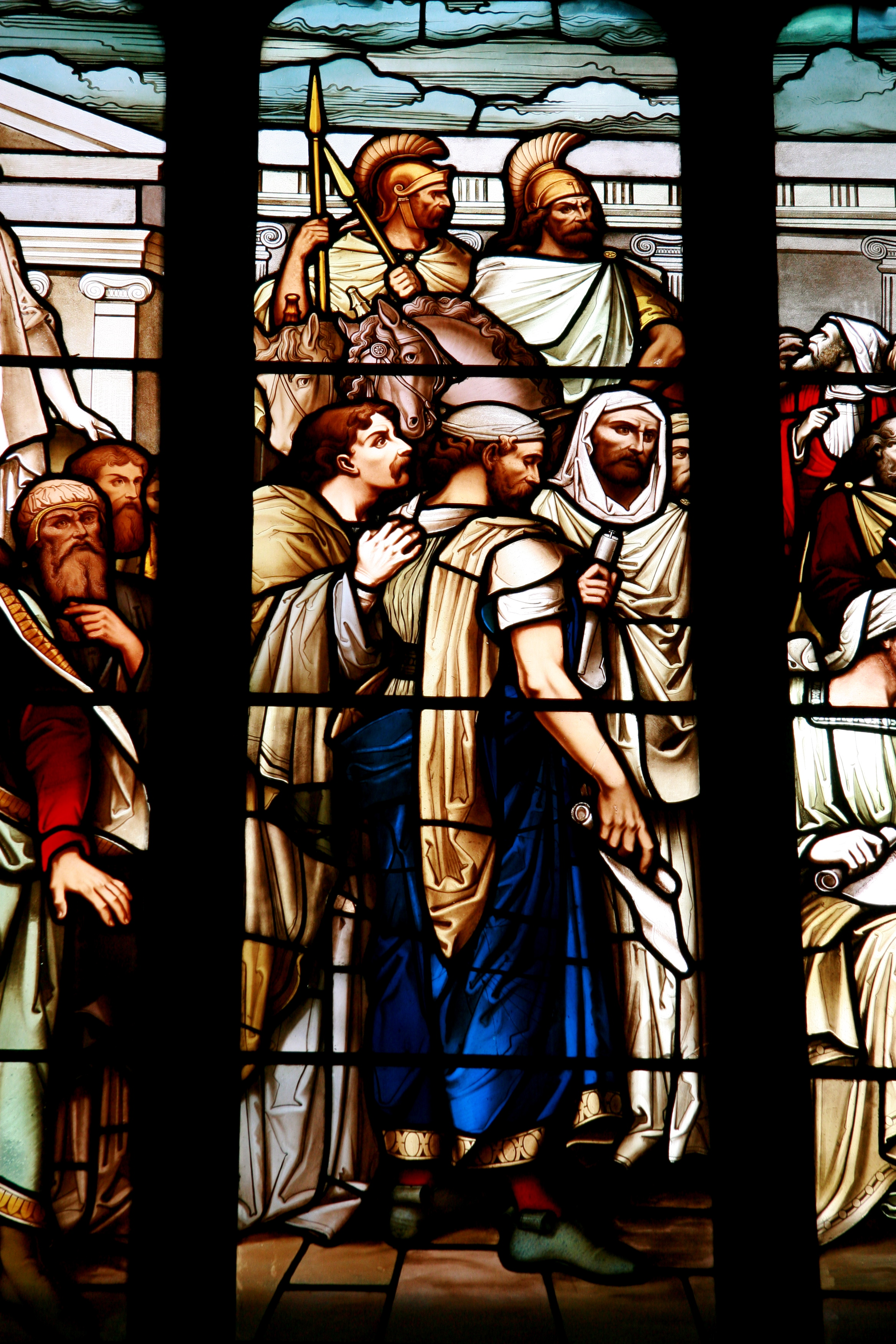
ステンドグラス

セント・ジャイルズ大聖堂（St. Giles' Cathedral）は、スコットランド、エディンバラにあるスコットランド国教会の大聖堂。別名をエディンバラ高教会（High Kirk of Edinburgh）といい、ロイヤル・マイルの中間にある、非常に目を引く冠塔で飾られた建物である。大聖堂はおよそ900年間、エディンバラにおける宗教の中心であり、時には長老派教会の母教会とみなされている。エリザベス女王が2022年9月8日にスコットランドのバルモラル城で崩御した際には、生前の取り決め(ロンドン橋計画)に従い12日に追悼礼拝が執り行われた。

## 概要
元はカトリックの聖堂であったが宗教改革によりプロテスタントの聖堂となった。形式的見解において、17世紀の2度の期間（1635年から1638年、1661年から1689年）にセント・ジャイルズは唯一の大聖堂だった。当時、イングランド・スコットランドの王権によって監督制は退けられ、セント・ジャイルズはスコットランド教会内部で事実上優勢だったのである（主教戦争を参照）。勅許自治都市（Royal Burgh）としてのエディンバラには、スコットランド宗教改革以前に大聖堂はなかった。エディンバラはセント・アンドルーズ大聖堂にあるセント・アンドルーズ司教座に属していたためである。宗教改革以後の歴史の大半においては、スコットランド教会の組織内に司教、司教区、または大聖堂はなかった。このように、大聖堂という名称の使用は、実質的な意味合いがない。高教会（High kirk）という名称はそれよりさらに古く、大聖堂という大意の制限の前によく示されるようになった。
セント・ジャイルズは、エディンバラ旧市街にあるスコットランド教会の教区教会である。毎週日曜日ごとに5つの聖務が行われ、同様に自治体と民事の日課と特別聖務も行われる。現在の教会牧師は、マクミラン師（en:Gilleasbuig Macmillan）である。
その名の通り、中世に非常に人気のあった身体障害者とハンセン病患者の守護聖人・聖アエギディウス（英語名ジャイルズ）に建物は献堂されている。建物最古の部分は、4本の大きい中心柱で、ごくわずかな証拠で1124年以来あるとされている。1385年に建物は火事で損傷し、以後の年月に再建された。現在の大聖堂内部の多くの部分は、この時期からのものである。長年に渡って、側廊に礼拝堂が付け足され、むしろ不規則な平面図のままで大いに教会は拡張された。1466年、セント・ジャイルズは共同管理教会（en:Collegiate church）に昇格した。地位の昇格に応じ、ランタン塔が1490年頃に付け足され、内陣天井が高くされ、開けた階層が設置された。宗教改革前の16世紀には、教会内におよそ50の祭壇があった。
セント・ジャイルズには、19世紀と20世紀からあるスコットランド有数のステンドグラス窓がある（中世から残るステンドグラスはない）。よく知られた窓には、ヴィクトリア窓、バーン＝ジョーンズ窓、北窓、バーンズ窓である。ヴィクトリア窓は、エディンバラ市長ウィリアム・チェンバースの命令でつくられた。彼は1872年のセント・ジャイルズ大聖堂復興の先頭に立った人物である。この時までセント・ジャイルズは、宗教改革の直後から、中心となる建物の中の複数の教会から構成されていた。これらの教会は、壁と、ヴォールトへ差し込まれた回廊とともに分けられていた。復興事業によって、一つの空間の中に教会を再統一した。悲劇的にも、建物は左右対称でなければならないという不毛な強迫観念が、教会一部の事実上の解体に結びついた（中世後期に細かに付け足された南側礼拝堂が知られる）。
塔と冠尖塔を除いた大聖堂の外観は、柔らかな灰色の砂岩の切石で上張りされ、スコットランド中世建築に対して異質なゴシック装飾を標準化した。これは教会の原型の外観に対しての留意が乏しかった。（間違いなくスコットランドで最重要の、最も名の知られた、歴史ある建築物としての）ユニークな特徴と、聖アエギディウスの歴史的な関心は、無知と傲慢の合体のために知られる修復において無謀にも破壊された。20世紀後半に行われた冠尖塔の繊細な修復（先鋒と装飾の再粉飾を含む）は、さらに注目されることはなかった。
幸いにも、壁とヴォールトが部分的にしっくいを塗られたものの、教会内部はより多くの最古の特性（豊かに刻まれた装飾）を保持している。壁の『削り落とされた』部分にあたる色の暗い荒石は、完成当時の中世の建設業者が目にすることはなかったもので、教会内を必要以上に暗くしてしまう（曇りの日にはいやになるほどである）。ステンドグラス窓にかかった費用は、市長とその他の寄付提供者が引き受けた。北東角から始まり北西角で終わる7枚の窓の上には、連続して物語が描写されている。この一連の物語の窓の一枚では、十字架を持つスコットランドの守護聖人、聖アンデレが描かれており、その両側には聖コルンバとダビデ王（本当は聖デイヴィッドである）がいる。
1911年に建築家ロバート・ロリマーがつくったシッスル礼拝堂は、スコットランド第一の勲位であるシッスル騎士団（en）の礼拝堂である。小さいが見事な礼拝堂は、驚異的なまでに細部を彫刻され描かれている。騎士団は1687年にジェームズ7世（イングランド王ジェームズ2世）によって設立され、君主と16人の騎士たちで構成されている。騎士は王家が私的に任命し、国家や国際情勢に対して重要な貢献をしたスコットランド人が通常選ばれた。シッスル騎士の中には、アレック・ダグラス＝ヒューム、大法官を務めたマッカイ・オブ・クラシファーン男爵ジェームズ・マッカイ、外交官フィッツロイ・マクリーン卿がいる。
その圧倒的な大きさと位置と同様に、多くの記念碑と記念物がセント・ジャイルズを人気の観光地たらしめている。ロイヤル・マイルで毎年開かれるエディンバラ・フェスティヴァルの間特別に関心を呼ぶ。大聖堂内に埋葬されているのはモントローズ侯爵ジェイムズ・グラハムと敵であった初代アーガイル侯アーチボルド・キャンベル、小説家ロバート・ルイス・スティーヴンソンらで、1638年の国民盟約の複写が額に入れられている。プロテスタントの改革者ジョン・ノックスは教会の庭に埋葬されたが、墓は現存していない。像が建物内部に置かれている。